# 黄明耀
黄明耀（1965年7月—），男，汉族，重庆铜梁人，中华人民共和国政治人物，现任河北省高级人民法院党组书记、院长。